# Cónclave de 1691

El cónclave papal de 1691 se convocó a la muerte del papa Alejandro VIII y culminó con la elección del cardenal Antonio Pignatelli como papa Inocencio XII. Duró cinco meses, del 12 de febrero al 12 de julio de 1691. 
El cónclave quedó estancado tras la oposición de los reyes católicos a la elección de Gregorio Barbarigo, a quien algunos miembros del Colegio Cardenalicio también consideraban demasiado estricto. El cónclave no concluyó hasta julio, cuando los cardenales comenzaron a enfermar por el calor y después de que los cardenales franceses acordaran votar por Pignatelli a pesar de que provenía de Nápoles, bajo control español.

## Fondo
Las cuestiones de galicanismo fueron prominentes en el cónclave de 1689 que eligió a Alejandro VIII. Su predecesor, Inocencio XI, se había negado a confirmar a los nuevos obispos franceses, hasta el punto de que treinta y cinco diócesis carecían de un obispo confirmado por Roma en 1688. La elección de Alejandro se había asegurado con la promesa de confirmar a los obispos franceses no confirmados. A pesar de ello, su último acto como papa antes de morir fue condenar la Declaración del Clero de Francia el 1 de febrero de 1691.
Alejandro también fue conocido por su nepotismo, en parte debido a su avanzada edad y a la creencia de que su familia tendría poco tiempo para aprovechar su reinado. Esto contrastaba con su predecesor, Inocencio XI, quien era conocido por su austeridad y no había provocado escándalos por nepotismo.

## Cónclave
El cónclave comenzó el 12 de febrero de 1691, y el Colegio Cardenalicio alcanzó su máximo estatutario de 70 cardenales. A pesar de ello, al inicio del cónclave solo estaban presentes 38 electores. El número ascendió a 44 electores para el 19 de febrero de 1691, y para la elección de Inocencio XII en julio, contaban con 61 electores.
Los cardenales curiales entraron en el cónclave con la intención de elegir a Gregorio Barbarigo como papa. Leopoldo I, emperador del Sacro Imperio Romano Germánico, lo consideró una elección inaceptable por ser veneciano. Si bien Leopoldo no excluyó formalmente a Barbarigo, no deseaba su elección. Además de Leopoldo, el embajador español en Roma se opuso a la elección de Barbarigo, y Luis XIV de Francia se opuso a ella por la voluntad de sus aliados.
Leandro Colloredo, líder de la facción zelanti dentro del colegio, inicialmente sugirió a Barbarigo para el pontificado. Colloredo y su facción también contaron con el respaldo de Flavio Chigi, cardenal sobrino de Alejandro VII, en el cónclave. Barbarigo era considerado una persona con una moral firme, y se creía que podría abolir el nepotismo de ser elegido.
A pesar de que Leopoldo no excluyó formalmente a Barbarigo, se extendió el rumor de que había sido excluido, y a pesar de las protestas de la facción zelanti de cardenales, suficientes miembros del Colegio Cardenalicio reconocieron la capacidad del Emperador para excluir a un candidato que impidió su elección. Leopoldo había enviado un enviado con dos cartas para sus cardenales: la primera carta pública declaraba que no deseaba ver a Barbarigo excluido, mientras que la segunda carta, que era privada, expresaba su deseo de que Barbarigo no fuera elegido, pero que no quería asumir la culpa por la exclusión, sino que deseaba que fueran los españoles quienes lo hicieran. Además, algunos de los cardenales más materialistas temían que Barbarigo fuera igualmente estricto como el papa Inocencio XI, y esto influyó en su fracaso para ganar la elección.
Los cardenales tenían claro que Barbarigo no sería elegido papa para finales de abril, y el cónclave entró en un período sin rumbo claro. Los escrutinios diarios no presentaban candidatos exitosos, y los escrutinios vespertinos a menudo simplemente repetían el estancamiento de la mañana. Incluso se votaron candidatos no cardenales por primera vez en un cónclave desde 1503. No había una pista clara sobre quién podría ser elegido papa, y en un momento dado varios cardenales provocaron un incendio en las habitaciones al tirar accidentalmente una lámpara mientras jugaban a las cartas. Si bien esto provocó que algunas de las celdas donde se alojaban los cardenales quedaran inhabitables, tres cardenales habían fallecido para entonces, por lo que había espacio disponible para reubicar a los cardenales que habían sido expulsados de sus anteriores viviendas.

## Elección de Inocencio XII
Federico Altieri comenzó a buscar su propia elección al papado. Buscaba tener una imagen pública favorable a Leopoldo I, a la vez que se esforzaba por congraciarse con Luis XIV. La facción zelanti y Flavio Chigi se opusieron, lo cual bastó para impedir su victoria.
Altieri se había posicionado con su campaña como un líder de facción creíble dentro del cónclave y comenzó a trabajar para elegir papa a su amigo Antonio Pignatelli. Altieri trabajó para convencer a los cardenales franceses de que Pignatelli no trabajaría para los españoles como papa, a pesar de ser de Nápoles. Pignatelli había recibido cierto apoyo en marzo, pero no alcanzó la mayoría requerida para la elección. 
Sin embargo, a finales de junio, la presión aumentaba y algunos cardenales enfermaron. Esto permitió que su candidatura ganara fuerza, y fue elegido papa el 12 de julio de 1691, a pesar de las objeciones de la facción zelanti, y adoptó el nombre de Inocencio XII. El cónclave fue la elección papal más larga desde 1305, con más de cinco meses de reuniones.